# Ruth Chrisman Gannet
Ruth Adelaide Chrisman (16 de diciembre de 1896-8 de diciembre de 1979) es una ilustradora estadounidense.
En 1931 contrajo segundas nupcias con Lewis Stiles Gannett, para quien ilustró algunas de sus obras.  
Entre sus creaciones como ilustradora destacan: 
- Tortilla Flat de John Steinbeck (1935).
- My Mother is The Most Beautiful Woman in the World, con textos de Becky Reyher (Lothrop, 1945); con esta obra compitió por la Coldecott Medal de 1946. Años más tarde Reyher y Gannett iniciarían y perderían un importante litigio, Reyher vs Children`s Television Workshop.
- Miss Hickory, de Carolyn Sherwin Bailey (Viking, 1946), por la que Bailey consiguió la Newbery Medal de 1947.
- La trilogía de el dragón de papá, de su hijastra Ruth Stiles Gannett.